# ホテル・モスクワ

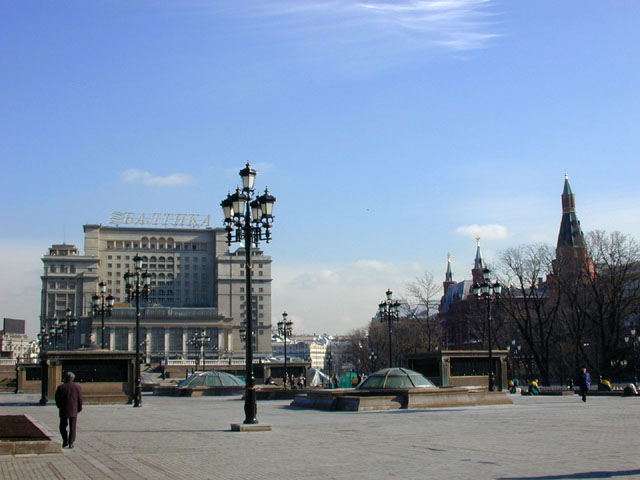
マネージュ広場から見たホテル・モスクワ。ファザードは、構成主義と古典主義の混合である

ホテル・モスクワ（ロシア語: Гостиница Москва　Hotel Moskva）は、ロシアの首都モスクワにあるホテル。モスクワ中心部マネージ広場に面し、旧モスクワ市庁舎（Moscow City Hall）とは対面する。設計はアレクセイ・シューセフ。1935年開業。

## 概要
ホテル・モスクワは、1930年代のモスクワ都市再開発と深い関連がある。ホテル・モスクワのあるオホートヌィ・リャッド地区は、元来、賑やかな商店街であったが、反面、不衛生な生活環境でも知られ、その汚らしさはモスクワ一と言われる程であった。再開発にあたり、労働宮殿の建設が予定され、1922年コンペが行われ, ヴェスニン兄弟の案が優勝したが、諸般の事情により実現を見なかった。
結局、ホテルの建設が決まり、1931年に第1回コンペが実施されたが、この時にはホテルのプランは未決定に終わった。2回目のコンペは3人の著名な建築家をあらかじめ指名して行われた。この第2回コンペでロシア構成主義の建築家サヴェリョーフ、スタプラーンの案が採用され、両名で設計を行うことになった。
しかし、すでに1920年代後半から社会主義リアリズム、さらにスターリン様式が主流となり、構成主義は批判の対象となっていた。1933年10月2日モスクワ市ソビエト幹部会は、ホテル建築に関し、新たに主任建築士としてスターリン様式の建築家で古典主義の第一人者と目されていたアレクセイ・シューセフを任命した。ホテル建築に当たってはシューセフがトップとなり、サヴェリョーフ、スタプラーン両名はシューセフの指揮下に入り、その命令に完全に従うことが義務づけられた。
こうしたモスクワ市ソビエトの意向にもかかわらず、三人の意見の違いは実際の設計に当たって顕在化した。結局、ホテル・モスクワの建築は、構成主義と古典主義の奇妙な混交物となってしまった。すなわち、シューセフはサヴェリョーフ、スタプラーンのマスタープランに新古典主義的な装飾を追加した。さらにモスクワ市ソビエトの指導によりロビーに豪華な装飾性を加味することになり、グラフィックデザイナーのエフゲニー・ランセライEugene Lancerayの手になるモザイクや美術品によって館内は飾られた。
さらにホテル設計に当たっては、ひとつのアネクドート（小話）がまことしやかに語られている。シューセフがスターリンに対してファザードの設計プランを提出した際、シューセフは1枚の用紙に2つの設計プランを描いて提出したが、スターリンとの面会ができず直接説明を受けず図面をみたスターリンは、建築設計図の見方がわからなかったため（または、わかっていたが、いたずらでというバリエーションもある）真ん中にサインをしたため、誰もスターリンに指摘する勇気が無く両方のプランを盛り込まざるを得なかったというものである。こうしてホテルの正面が左右対称のはずなのに、左と右で窓の形などのデザインが全然異なっている建物ができあがったという。

## 現在
2004年地下駐車場建設工事に当たり、ホテルは解体され、新たに再建された。ホテル・モスクワの1階にはモスクワ地下鉄オホートヌィ・リャッド駅の出入り口がある。2012年、住宅、オフィス、ショッピングセンターファッション・シーズンがオープンした。解体後、新しいホテルの建物は、シューセフ設計の旧館をできるだけ正確に再現された。2014年10月30日、フォーシーズンズホテル・モスクワとしてオープンした。

## その他
旧ソ連時代から海外に輸出されていた代表的なウォッカであるストリチナヤの瓶には、かつてはホテル・ロシアの絵がロゴとして入っていた。